# Ferrette
Ferrette je občina v departmaju Haut-Rhin francoske regije Alzacija.
Leta 2011 je v občini živelo 828 oseb oz. 427 oseb/km².